# Gnopharmia objectaria
Gnopharmia objectaria är en fjärilsart som beskrevs av Otto Staudinger 1892. Gnopharmia objectaria ingår i släktet Gnopharmia och familjen mätare. Inga underarter finns listade i Catalogue of Life.